# Jag höja vill till Gud min sång
Jag höja vill till Gud min sång är en adventspsalm av den norske prästen Magnus Brostrup Landstad från 1861. Psalmen översattes av Edvard Evers 1902. Johan Alfred Eklund anges som medverkande vid psalmens publicering 1921 och 1937 men det kan vara så att han genomförde anpassning till stavningsreformen från 1906. I 1937 års psalmbok anges att Eklund bearbetat psalmen både 1910 och 1917, en uppgift som inte togs med i 1986 års psalmbok varför upphovsfrågan till texten enligt 1937 års version blir otydlig. I senare tid har den bearbetats 1981 av Jan Arvid Hellström.
Melodin är tryckt i Joseph Klugs sångbok Geistliche Lieder i Wittenberg 1535 till texten Mag ich Unglück nicht widerstan och härstammar förmodligen från en världslig visa. I 1986 års psalmbok anges årtalet 1533. Vid psalmens införande 1921 användes en annan tonsättning av Preben Nodermann, tryckt i hans koralbok 1911, som även används till psalmen Johannes såg så klar en syn.

## Publicerad som
- Nr 513 i Nya psalmer 1921, tillägget till 1819 års psalmbok under rubriken "Kyrkans högtider: Advent".
- Nr 49 i 1937 års psalmbok under rubriken "Advent".
- Nr 424 i Den svenska psalmboken 1986 under rubriken "Advent".
- Nr 8 i Finlandssvenska psalmboken 1986.